# Txiki Benegas
José María Benegas Haddad, dit Txiki Benegas, né le 25 juillet 1948 à Caracas et mort le 25 août 2015 à Madrid, est un homme politique espagnol membre du Parti socialiste ouvrier espagnol (PSOE).

## Biographie

### Jeunesse
Il naît en 1948 au Venezuela, où son père, militant du Parti nationaliste basque (EAJ/PNV), s'est exilé après la guerre civile. La famille fait cependant son retour en Espagne franquiste en 1955 et s'installe à Saint-Sébastien.
Il y obtient son baccalauréat (es), puis s'inscrit en droit à l'université de Deusto. Il poursuit ses études à l'université de Valladolid où il passe sa licence avec succès en 1971.

### Débuts en politique
Il s'inscrit à l'année d'après au Parti socialiste ouvrier espagnol (PSOE) et à l'Union générale des travailleurs (UGT). Devenu avocat spécialisé en droit du travail, il fonde avec Ramón Jáuregui notamment le premier cabinet de conseil juridique dans ce domaine au Pays basque, à Errenteria en Guipuscoa.
Il est élu membre de la commission exécutive du PSOE lors du congrès de Suresnes, dernier congrès socialiste en exil, en 1974. En mars 1977, il devient secrétaire général du Parti socialiste du Pays basque-PSOE (PSE-PSOE), qui vient de se constituer.

### Ascension
Pour les élections législatives constituantes du 15 juin suivant, il est investi en deuxième position de la liste du PSOE dans la circonscription électorale de Biscaye, derrière le secrétaire général de l'UGT Nicolás Redondo. Au Congrès des députés, il siège à la commission des Affaires constitutionnelles.
Il est nommé en 1978 conseiller à l'Intérieur du conseil général basque, organe de gouvernement pré-autonomique présidé alors par le socialiste Ramón Rubial.
Réélu au cours des élections législatives du 1er mars 1979, il fonde avec les cinq autres députés basques du PSOE, dont Redondo et Gabriel Urralburu, le « groupe parlementaire socialiste basque ». Il en est alors le porte-parole. Il est peu après confirmé comme conseiller à l'Intérieur du nouveau conseil général basque, désormais présidé par le nationaliste Carlos Garaikoetxea.

### Entre Madrid et le Pays basque
Dans la perspective des élections autonomiques au Pays basque du 9 mars 1980, il est investi tête de liste du PSE-PSOE dans la circonscription électorale du Guipuscoa. Élu député au Parlement basque, il démissionne du Congrès au lendemain du scrutin, les deux mandats étant constitutionnellement incompatibles.
Il prend ses nouvelles fonctions le 31 mars suivant et devient porte-parole du groupe parlementaire socialiste. Il siège notamment à la commission institutionnelle, de l'Administration générale, et législative.
Il se représente toutefois au Congrès des députés lors des élections législatives anticipées du 28 octobre 1982, occupant alors la tête de liste d'Alava. Il prend possession de son mandat le 11 novembre et démissionne le 1er décembre du Parlement basque. Au sein de cette institution, Juan Manuel Eguiagaray prend sa suite comme porte-parole parlementaire, tandis qu'au Congrès il occupe la présidence de la commission des Relations avec le Défenseur du peuple.

### L'échec à devenir lehendakari
Il est choisi par les socialistes basques comme leur chef de file aux élections autonomiques du 26 février 1984. Il mène alors la liste du Parti socialiste du Pays basque-PSOE dans la circonscription d'Alava. Au cours du scrutin, le Parti socialiste remporte plus de 23 % des suffrages exprimés et 19 députés sur 75, une progression de dix sièges insuffisante pour évincer l'EAJ/PNV de Carlos Garaikoetxea du pouvoir.
Démissionnant du Congrès des députés le 8 mars suivant au profit de Javier Rojo, il redevient deux semaines plus tard député au Parlement basque, où il est à nouveau le porte-parole du groupe socialiste, première force de l'opposition aux gouvernements nationalistes de Garaikoetxea puis José Antonio Ardanza à partir de mars 1985.

### Secrétaire à l'Organisation du PSOE
Il est nommé le 16 décembre 1984 secrétaire à l'Organisation de la commission exécutive fédérale du PSOE par le secrétaire général du parti Felipe González, en remplacement de Carmen García Bloise et alors que ce poste semblait promis à Manuel Chaves, finalement nommé secrétaire à l'Économie. Alors que cette désignation inquiète la délégation du PSE-PSOE quant à son possible renoncement à diriger la fédération socialiste du Pays basque, il indique vouloir cumuler ces deux responsabilités. Aussi est-il réélu le 14 avril 1985 par 54,7 % des suffrages exprimés secrétaire général du Parti socialiste du Pays basque-PSOE, contre 42,3 % à la liste de son concurrent Ricardo García Damborenea, député de Biscaye au Congrès. Au sein de la nouvelle commission exécutive, Ramón Jáuregui occupe le poste honorifique de président et Juan Manuel Eguiagaray les fonctions de vice-secrétaire général.
Pour les élections autonomiques anticipées du 30 novembre 1986, il mène de nouveau la campagne des socialistes. Bien que le PSE-PSOE conserve ses 19 sièges sur 75 au Parlement basque avec 22 % des suffrages exprimés, il devient la première force politique dans la communauté autonome puisque le Parti nationaliste basque, qui rassemble pourtant 23,7 % des voix, ne compte plus que 17 parlementaires, victime de la concurrence de Solidarité basque (EA), parti formé par Carlos Garaikoetxea. Au bout de trois mois, un accord de coalition est conclu entre l'EAJ/PNV et le PSE-PSOE, qui assure le maintien au pouvoir du nationaliste Ardanza, tandis que Jáuregui est nommé vice-président du gouvernement basque. De son côté, Benegas reste porte-parole parlementaire des socialistes.
Il renonce en juin 1988 à se maintenir à la tête du Parti socialiste du Pays basque-PSOE. Tandis qu'Eguigaray conserve ses fonctions de vice-secrétaire général, il échange les siennes avec Jáuregui, qui devient secrétaire général tandis que Benegas est élu pour occuper le poste honorifique de président de la commission exécutive régionale. Il décide ensuite de reprendre le chemin de la vie politique nationale et se trouve ainsi proposé en septembre 1989 comme tête de liste dans la circonscription de Biscaye pour les élections législatives anticipées du 29 octobre suivant par la fédération socialiste de la province. Il fait son retour au Congrès des députés le 20 novembre, après cinq ans d'absence. Membre de la députation permanente, il siège uniquement à la commission du Règlement.
En mars 1991, González engage un vaste remaniement de son gouvernement et propose à Benegas d'y entrer en tant que ministre des Administrations publiques, afin de remplacer Joaquín Almunia. Celui-ci refuse trois fois l'offre du président du gouvernement et le poste revient finalement à Juan Manuel Eguiagaray

### Passage au second plan
Au cours du XXXIIIe congrès fédéral du PSOE, la tension atteint son apogée entre les « rénovateurs », tenants d'une ligne de centre gauche, et les « guerristes », partisans d'une orientation plus à gauche et auxquels appartient Benegas. En conséquence des négociations, il perd son poste de secrétaire à l'Organisation au profit de Ciprià Ciscar et devient le 20 mars 1994 secrétaire aux Relations politiques et institutionnelles, fonction considérée comme importante. Il quitte la commission exécutive fédérale à l'issue du XXXIVe congrès, le 22 juin 1997. Avec Felipe González et Alfonso Guerra, qui renoncent également à leurs responsabilités, ils étaient les trois derniers membres de la direction en fonction depuis le congrès de Suresnes. Il abandonne en mars 2002 la présidence du Parti socialiste du Pays basque-Gauche basque-PSOE (PSE-EE-PSOE), à l'occasion d'un congrès extraordinaire, et la cède à Jesús Eguiguren.
Il devient en octobre suivant premier vice-président de la commission constitutionnelle du Congrès des députés, où il remplace l'ancienne ministre Ángeles Amador. Après les élections législatives du 14 mars 2004, il est désigné premier vice-président de la commission des Affaires étrangères. Il est rétrogradé comme second vice-président de cette même commission à la suite des élections législatives anticipées du 20 novembre 2011.

### Mort
Devenu le doyen du Congrès en décembre 2014, en conséquence de la démission et du retrait de la vie politique d'Alfonso Guerra, il meurt le 28 août 2015 à Madrid, à l'âge de 67 ans, des suites d'un cancer. Tandis qu'à l'annonce de sa mort par le président de la chambre basse Jesús Posada, les députés observent une minute de silence, il reçoit les hommages du secrétaire général du PSOE Pedro Sánchez, du président du gouvernement Mariano Rajoy ou encore du sénateur de l'EAJ/PNV Iñaki Anasagasti.